# Ochińky
Ochińky (ukr. Охіньки) – wieś na Ukrainie, w obwodzie czernihowskim, w rejonie pryłuckim, w hromadzie Ładan. W 2001 liczyła 699 mieszkańców, wśród których 683 wskazało jako ojczysty język ukraiński, 15 rosyjski, a 1 białoruski.